# Maylis Adhémar
Pour les articles homonymes, voir Adhémar.
Maylis Adhémar est une écrivaine et journaliste française née en 1985. Elle est révélée, en 2020 avec son premier roman, Bénie soit Sixtine (Julliard).

## Biographie
Née en 1985, Maylis Adhémar a grandi dans un petit village du Tarn au sein d'une famille catholique traditionaliste de quatre filles. Elle écrit des histoires et des pièces de théâtre depuis l'enfance. Elle obtient un bac agricole dans l'idée de devenir bûcheronne. Après un master d'histoire, elle part en Patagonie puis effectue de nombreux stages dans la presse. Elle a également été professeure de français en Chine. Depuis 2010, elle vit à Toulouse où elle est journaliste indépendante et anime des ateliers d'écriture et d'initiation au journalisme pour les jeunes en territoires ruraux. Maylis Adhémar est mère de deux enfants.

## Œuvres
- Bénie soit Sixtine, Paris, Julliard, août 2020, 295 p. (ISBN 978-2-260-05454-2, présentation en ligne).En poche chez Pocket, no 18345, Paris, 2021, 320 p. (ISBN 978-2-266-31888-4) [présentation en ligne].
- La grande ourse, Paris, Stock, janvier 2023, 288 p. (ISBN 978-2-234-09364-5, lire en ligne).En poche chez Gallimard, coll. « Folio », no 7379, Paris, 2024, 320 p. (ISBN 978-2-07-302485-5) [présentation en ligne].

## Prix et récompenses
- Prix A livre ou verre 2021 pour Bénie soit Sixtine[7]
- Prix des lecteurs de la Maison du livre 2021 pour Bénie soit Sixtine[8]
- Prix des lecteurs de Loudéac communauté 2021 pour Bénie soit Sixtine[9]
- Prix littéraire Féminin Pluriel Montpellier Méditerranée 2021 pour Bénie soit Sixtine[10]